# Beuvron (dopływ Sélune)
Beuvron – rzeka we Francji, przepływająca przez tereny departamentów Ille-et-Vilaine oraz Manche, o długości 31 km. Stanowi lewy dopływ rzeki Sélune. 
Beuvron przepływa przez: Parigné (źródło), Villamée, Poilley, Saint-Georges-de-Reintembault, Le Ferré, Montjoie-Saint-Martin, Saint-James, Saint-Senier-de-Beuvron, Saint-Aubin-de-Terregatte, Poilley, Ducey.